# All Inclusive (сериал)
All Inclusive е български комедиен сериал. Стартира на 28 февруари 2020 г. с двоен епизод в ефира на Нова телевизия.
Девизът на сериала е: „Животът е като един all inclusive, всичко ти е включено – и хубавото, и лошото.“ Сериалът има 5 сезона. Епизодите могат да бъдат гледани след излъчването им онлайн в платформата NOVA PLAY.

## Сезони
| Сезон | Телевизия | Време на излъчване | ТВ Сезон      | Епизоди | Премиера             | Финал               | Сниман в  |
| ----- | --------- | ------------------ | ------------- | ------- | -------------------- | ------------------- | --------- |
| 1     | NOVA      | петък, 20/21:00    | 2020 (пролет) | 12      | 28 февруари 2020 г.  | 8 май 2020 г.       | Царево    |
| 2     | NOVA      | петък, 20:00       | 2020 (есен)   | 12      | 11 септември 2020 г. | 27 ноември 2020 г.  | Велинград |
| 3     | NOVA      | петък, 21:00       | 2021 (пролет) | 12      | 5 март 2021 г.       | 21 май 2021 г.      | Банско    |
| 4     | NOVA      | петък, 20:00       | 2021 (есен)   | 12      | 17 септември 2021 г. | 10 декември 2021 г. | Албена    |
| 5     | NOVA      | събота, 20/21:00   | 2023 (есен)   | 12      | 30 септември 2023 г. | 16 декември 2023 г. | Баня      |

## Сюжет
Внимание:  Текстът по-долу разкрива сюжета на произведението (или части от него)!

### Сезон 1
Приятелските семейства Чобанови и Сиромашки от София пътуват към родното Черноморие. Пламен е ядосан защото тъща му, баба Евдокия, също ще почива с тях. Той е направил резервация за 5-звезден хотел. На рецепцията им казват, че има грешка и резервация на тези имена няма. Управителя на хотела, Йордан Парушев, им предлага да спят в една каравана до хотела, но само за няколко нощи. Пламен и Ицо отиват до офис на фирмата от която са направили резервация, но там нямат интернет. Пламен е техник и се захваща да поправи интернета, но не успява. На следващия ден мъжете отново отиват до офиса, но вратата е заключена, а прозорците облепени в стари вестници. Изглежда, че семействата са били измамени. Всички остават да спят в караваната. Семействата попадат в още по-комедийни ситуации, които ги карат да осъзнаят, че е по-важно да имаш добри приятели, отколкото лукс. Покрай комичните ситуации, в сериала водеща тема е застрояването по морето и еко каузата, на която организатор е Мартин.

### Сезон 2
В сезон 2 семействата отиват на почивка в хотела на Емил, съпруг на Елица с който Пламен и Христо се сприятеляват. Служителката на рецепцията отново казва, че има грешка, но тогава се появява Емил, който дава All-Inclusive карти на семействата. Основната тема на сезона този път е развода на Емил и Елица. Тяхната дъщеря Виктория страда и не може да спи именно заради развода. В същото време Надя също страда, защото Мартин, който в 1 сезон замина за Щатите, не и е писал от близо 7 месеца, това се оказва така, защото той през тези месеци е нямал интернет. Двамата искат заедно да заминат за Щатите.
Христо е обсебен от идеята да подобри жизнения стандарт на семейството си като открие легендарно тракийско съкровище и усилено го търси. Появява се и бившият мъж на Евдокия, Леонид. Той пристига в България заради дъщеря си, Елена. Тя не го познава и никога не го е виждала. Евдокия е убедена, че той само иска пари от тях. Това се оказва истина, но накрая той поднася извинения към Евдокия и Елена и те му прощават. Леонид само иска да се разведат с Евдокия, тя разбира се е съгласна.
По време на съдебния процес Емил и Елица прочитат сватбените си обети и се сдобряват. Мартин и Надя също се сдобряват. А Елена роди в хотела на Емил, понеже беше бременна.
Каузата на втория сезон е да припомни необходимостта от съхраняването красивата българска природа, както и на безценното ни културно-историческо наследство.

### Сезон 3
В началото на сезона Сиромашки и Чобанови са скарани. Заради какво става ясно по-късно в сезона. Понеже всички стаи в хотела са заети, на семействата им се налага да спят в една стая. Бивше гадже на Елена – Явор работи като ски треньор в хотела и флиртува с нея. На Пламен това не му харесва и той се скарва с Елена. Когато Евдокия и Чефо, приятел на Евдокия с който се запознават в 1 сезон, пристигат, те сдобряват Чобанови и Сиромашки. Оказва се, че били скарани заради билет от националната лотария. Христо подарил на Пламен билета и Пламен спечелил 10 000 лева. Христо и Марияна се разсърдили защото Сиромашки били „спечелили с късмета на Христо“. Те обаче не знаели, че Пламен не е получил парите, защото лотарията фалира. Евдокия и Чефо обявяват, че ще се женят. Евдокия планира голяма и много скъпа сватба и заради това продала апартамента си в София, в който Пламен и Елена живеят. Пламен е твърдо против тази сватба, а Елена е позитивно настроена. Парушев и Емил стават добри приятели и дори спят в една и съща стая. Оказва се, че Емил и Елица са се развели, въпреки сдобряването. Двамата се запознават с Калина, певица и екскурзовод в Банско. И двамата са влюбени в нея. Денис, син на Калина и Стефани, внучка на Чефо се влюбват също. Надя и Мартин са скарани, Мартин много работил, а тя нищо не правила. Надя го лъже, че е бременна за да види неговата реакция. Той настоява детето да се махне незабавно. На нова година, когато сватбата е планирана, Христо, Марияна, Пламен, Елена, Чефо, Стефани и Надя се изгубват в планината. За тях това е опасно, защото има опасност от лавини. Мартин, Денис и Явор после ги намират и се връщат с тях в хотела, където няма ток и обхват. Надя пита Мартин дали той я обича, а той не отговаря на въпроса. Мартин заминава за САЩ, а Надя остава в България. Накрая Парушев предлага на Калина брак. Дали тя приема, не става ясно.

### Сезон 4
Началото на сезона започва със сватбата на Чефо и Евдокия, сватбата се намира в новоотворения бар на Емил и Парушев „Виктория“. Емил отваря бара, за да събере пари за имот в Гърция, за да вижда дъщеря си Вики, на която Елица не дава да пътува. Надя се появява в последния момент на сватбата и изненадва семействата с наградата си от конкурс за красота, а именно All inclusive в комплекса на Албена. Стефани е тъжна, че майка ѝ и баща ѝ не са женени. Почивката на Чобанови и Сиромашки, както и медения месец на Евдокия и Чефо започват, а внучката им Стефани остава при тях. Елена заминава на езиково обучение в Малта, а Пламен трябва да се грижи за Сашко Пламена и Стефани (внучката на Чефо) сам. Впоследствие се разбира, че Надя не страда заради Мартин, а се е запознала с нов мъж – Боян, който тя крие от майка си и баща си и именно за това ги е довела на морето. Боян е почти на възрастта на Христо, има дете и е разведен, за това двамата любовници крият от всички. Чефо и Евдокия оставят Стефани на Пламен, а той дава децата на аниматорката на хотела Лили. Сашко е влюбен в Лили и ѝ прави подаръци, макар тя да е по-голяма от него, но тя харесва баща му – Пламен. Лили си мисли, че подаръците са от Пламен и тя флиртува с него. По-късно се разбира, че гаджето на Лили е Явор, от когото Пламен ревнуваше Елена на Банско. Двамата с Пламен отново се мразят и конкурират помежду си.
Парушев се запознава с жена, която се опитва да им вземе бара и се влюбва, но тя го използва и прави номера на бар „Виктория“. Емил не знае за тяхнята връзка, но щом разбира той се разочарова от Парушев, но после той става двоен агент и помага на бара им.
Хората на Марина (жената, която се опитва да вземе бара) ловят незаконно калкан в Черно море и в мрежите им се е оплел делфин, който беше скъп за Стефани.
Стефани и Сашко се целуват, имат чувства един към друг в края на сезона, но не могат да говорят откровено за тях. Синът на Боян-Преслав е техен приятел, той знае за връзката на баща му с Надя, но в един от епизодите майката на Преслав разкрива тайната на Боян и Надя пред Марияна и Христо, а те са ядосани за това.
На финала виждаме всички сдобрени, а барът е купен от Марина, която заобичва Парушев и предглага тримата да го управляват заедно, след като истинския виновник, шефа на престъпниците е заловен и лежи в затвора. Елица пише на Емил и го пита дали може да му остави Вики до края на лятото, той е много развълнуван. Чобанови и Сиромашки трябва да напуснат своите стаи, след предупреждението на рецепционистката, но тогава се появява Чефо и обявява сватбата на сина си (Ваньо) и майката на Стефани. Всички са щастливи и ще имат още престои на морето в комплекса. Накрая виждаме всички двойки танцуващи и влюбени.

### Сезон 5
В началото на сезона Христо показва писмо на Марияна, в което той е поканен на събирането на класа си. След пристигането си, се разбира, че Марияна е поканила в хотела и Елена с децата, Надя и Емил. По-късно Христо я запознава със своите бивши съученици – Константин и Албена. Оказва се, че срещата на класа е била преди месеци и истинската причина за тяхното посещение е бизнес сделка на Христо и Коцето – за Благата вода – извор с минерална вода. След това те намират плакат, който показва, че Парушев е кандидат за кмет на село Баня, което е пречка за тази сделка и Христо се заема да разбере кой стои зад тази кандидатура. През това време Марияна помага на Елена, която е сама, тъй като Пламен е заминал за Великобритания за да е гвардеец на Бъкингамския дворец. Те се чуват рядко и Елена се чувства самотна. Сашко и Стефани са вече пораснали, като момичето открадва едно зарядно, тъй като очаква пратка от дядо си с нейното зарядно. Сашко поема вината и Елена го наказва. Пакетът пристига и се оказва, че те са разменени и децата получават плик, пълен с наркотично вещество, което те изхвърлят, като по-късно имат проблем с неговият собственик. Стефани продължава с пакостите си и заради неин план, Елена си губи паметта, смятайки че Емил е неин мъж и те имат двама близнаци – Сашко и Стефи, който трябва да се преструват, за да не се влоши положението. Надя от своя страна е дошла на почивката с Преслав и очакват Боян, който е в Нидерландия по работа. Жоро – работник в хотела се влюбва в нея от пръв поглед, но тя го отхвърля, като по-късно се извинява за поведението си и те се сближават. Преслав смята, че те са гаджета и започва да погажда номера на Жоро. Албена се опитва да се сприятели с Марияна и се оказва, че тя е била гадже на Христо преди 18 години и по-късно разбира за 18-годишният и син с Коцето, като Марияна започва да подозира, че Жоро е всъщност син на Христо. Парушев и Марина се пробват за бебе, а също и се опитват по всевъзможни начини заедно с Емил, който стои зад кандидатурата му и Коцето и Албена да направят добра кметска кампания. Христо иска да им осуети плановете и той също става кандидат. Марияна показва на Надя, че Боян я лъже и че е във Варна със своя любовница и Жоро се възползва от това и двамата стават гаджета, но по-късно Надя заминава за Варна за да приключат окончателно връзката си. Жоро се притеснява дали може да бъде гадже с Надя, ако са брат и сестра, но в края се оказва, че Коцето е направил ДНК тест и той показва, че той е баща на момчето. Коцето иска развод, защото Албена е крила през всичките тези години нейните съмнения, но след един прекаран ден заедно, те преосмислят. Те са подкупили сегашния кмет на Баня да се оттегли, но въпреки цялата подготовка, в крайна сметка Парушев и Христо оттеглят своите кандидатури. Емил се дърпа постоянно от Елена и тя подозира, че Албена му е любовница, но накрая отмята съмненията. Въпреки, че той всячески се опитва да я отбягва, той е привлечен от нея и я целува и този момент тя си спомня всичко. Накрая всичко е наред, всички са задружни и Албена предлага на Марияна, Елена и Марина да отидат сами на почивка в Гърция без мъжете.

## Актьорски състав

### Главни роли
- Ненчо Балабанов – Христо Чобанов, съпруг на Марияна, баща на Надя и приятел на Пламен (сезони 1 – 5)
- Елена Атанасова – Марияна Чобанова, съпруга на Христо, майка на Надя и приятелка на Елена (сезони 1 – 5)
- Любен Кънев – Пламен Сиромашки, съпруг на Елена, баща на Сашко и Пламена, зет на Евдокия и приятел на Христо (сезони 1 – 4)
- София Маринкова – Елена Сиромашка – съпруга на Пламен, майка на Сашко и Пламена, дъщеря на Евдокия и приятелка на Марияна (сезони 1 – 3, 5 – )
- Йоанна Начева – Надя Чобанова, дъщеря на Марияна и Христо, приятелка на Мартин(1-3 сезон)любовница на Боян(сезон 4)приятелка на Жоро(сезон 5) (сезони 1 – 5)
- Явор Борисов – Емил Хаджикосев, съпруг на Елица (1-2 сезон) и баща на Виктория (сезони 1 – 5)
- Елени Декидис – Елица Хаджикосева, съпруга на Емил (1-2 сезон) и майка на Виктория (сезони 1 – 2)
- Нели Монеджикова – Евдокия Кудрявцева, майка на Елена, съпруга на Леонид, баба на Сашко и Пламена, тъща на Пламен, съпруга на Чефо (сезони 1 – 5)
- Петър Калчев[1] – Йордан Парушев, управител. В сезон 2 – влюбен в Елица, от сезон 4 – във връзка с Марина. (сезони 1 – 5)
- Силвестър Велячки – Александър Сиромашки (Сашко), син на Елена и Пламен, брат на Пламена, внук на Евдокия и Леонид, приятел на Вики (сезони 1 – 2, 4 – 5)
- Алекс Иванов – Мартин, приятел на Надя (сезони 1 – 3)
- Александрия Чальовски – Виктория Хаджикосева (Вики), дъщеря на Елица и Емил, приятелка на Сашко (сезони 1 – 2)
- Любомир Бъчваров – Чефо, съпруг на Евдокия (сезони 1, 3 – 4)
- Антон Радичев – Леонид Кудрявцев, бивш съпруг на Евдокия, баща на Елена, дядо на Сашко и Пламена (сезон 2)
- Николай Брънзалов – Васил (сезон 2)
- Симеон Ангелов – Денис и приятел на Стефани (сезон 3)
- Дебора Жечева – Стефани, внучка на Чефо, приятелка на Денис (сезони 3 – 5)
- Юлиян Малинов – Явор, бивш приятел на Елена (сезон 3)
- Димитър Живков – Боян, приятел на Надя (сезон 4)
- Елена Василева – Лили, гадже на Явор. (сезон 4)
- Михаела Горанова – Пламена, дъщеря на Елена и Пламен, внучка на Евдокия и Леонид, сестра на Сашко (сезон 4)
- Яна Огнянова – Марина Динева, любовница на Парушев (сезони 4 – 5)
- Стефан Иванов – Константин, мъж на Албена, баща на Жоро (сезон 5)
- Лили Сучева – Албена,  жена на Константин, майка на Жоро (сезон 5)
- Мартин Методиев – Жоро, син на Константин и Албена приятел на Надя (сезон 5)

### Второстепенни роли

#### Сезон 1
- Борис Кашев - служител и водещ на състезанията в комплекса
- Димитър Баненкин – Герхард – полугерманец, полубългарин, измамник
- Мирела Карабанчева – Даниела
- Любомир Димитров – Малък Тошко
- Стефан Георгиев – Голям Тошко
- Халед Канхуш – Тото
- Виктор Иванов – Чомпи
- Кирил Стоянов – Сърфист
- Теди Цветкова – Памела
- Георгиос Сърбинов – Стенли
- Алек Чурчич – Тони
- Живко Сираков – Борислав
- Чавдар Монов – Прокопиев
- Красимир Добрев – Такис

#### Сезон 2
- Теодор Елмазов – Експерт 1
- Диян Мачев – Експерт 2
- Атанас Гушеванов – Археолог 1
- Павел Гайдев – Археолог 2
- Тодор Шейнов – Бай Янко
- Диана Спасова – Мара
- Деси Моралес – Златка
- Любомир Ковачев – Делакюр
- Кристиян Талев – Криско

#### Сезон 3
- Христо Терзиев – Коцето
- Веселин Владов – Десподов
- Александрина Андреева – Инка
- Радостина Владимирова – Янка
- Рада Кайрякова – Калина

#### Сезон 4
- Антон Колев

## Музика
Едноименната песен от сериала All Inclusive се изпълнява от двама от актьорите в сериала – Ненчо Балабанов и Елена Атанасова. Музиката и аранжиментът са дело на Марио Балтаджиев, а текстът на Иван Ангелов.